# Rustam Adzhy
Rustam Adzhy –en ucraniano, Рустам Аджи– (Mariúpol, 3 de marzo de 1973) es un deportista ucraniano que compitió en lucha grecorromana.
Ganó dos medallas en el Campeonato Mundial de Lucha, oro en 1995 y bronce en 2001, y una medalla de bronce en el Campeonato Europeo de Lucha de 1997. Participó en dos Juegos Olímpicos de Verano, en los años 1996 y 2000, ocupando el octavo lugar en Sídney 2000, en la categoría de 69 kg.

## Palmarés internacional
| Campeonato Mundial | Campeonato Mundial      | Campeonato Mundial | Campeonato Mundial |
| Año                | Lugar                   | Medalla            | Categoría          |
| ------------------ | ----------------------- | ------------------ | ------------------ |
| 1995               | Praga (República Checa) | Medalla de oro     | 68 kg              |
| 2001               | Patras (Grecia)         | Medalla de bronce  | 69 kg              |
| Campeonato Europeo |                         |                    |                    |
| Año                | Lugar                   | Medalla            | Categoría          |
| 1997               | Kouvola (Finlandia)     | Medalla de bronce  | 69 kg              |